# Perseide
Perseide (in greco antico: Περσηίς?, Persēís) è un personaggio della mitologia greca. È una ninfa oceanina e sin dall'antichità il suo nome fu associato ai Persiani.

## Genealogia
Figlia di Oceano e di Teti sposò Elio ed ebbe i figli Circe, Eete, Pasifae e Perse.

## Mitologia
È una delle tremila oceanine ed è una delle quattro dee a cui è stata associata una fase lunare: Artemide è la dea della Luna crescente, Pandia lo è della Luna piena, Ecate della Luna calante e Perseide della Luna nuova.
Perseide viene anche talvolta identificata con Ecate, poiché i suoi discendenti sono associati alla magia e stregoneria.